# Benoît Jules Mure
Benoît Jules Mure (Lyon, 15 de mayo de 1809-El Cairo, 4 de marzo de 1858) fue un homeópata, naturalista y anarcocomunista francés .

## Biografía
Tras sus estudios en medicina en la Universidad de Montpellier, que nunca terminó, viajó por Europa, estando especialmente en Sicilia tratando de curar su tuberculosis. La búsqueda de una cura, lo convirtió en un adepto de la homeopatía, que practicó en lugares como Sicilia y Malta, antes de asentarse en Brasil en 1840. Intentó ampliar sus actividades en el año 1842, mediante la creación de un Instituto en Saí, Santa Catarina (Instituto Homeopático de Saí) locales de formación en homeopatía, que veía como un arma en la lucha contra las enfermedades endémicas en comunidades de escasos recursos - especialmente el afrobrasileño.
Inspirado en el socialismo utópico de Charles Fourier, Mure también creó un falansterio cerca de São Francisco do Sul (Falanstério do Saí o Colônia Industrial do Saí) que se amplió a las zonas circundantes, como Vila da Glória (Colônia do Palmital). Recibió el apoyo de Antero Ferreira de Brito y del resto del gobierno de la época de Santa Catarina, pero el proyecto no sobrevivió.
En 1843 se fue a Río de Janeiro y fundó el Instituto Homeopático do Brasil, sirviendo como su presidente hasta 1848 (cuando regresó a Europa). En 1852, inició sus actividades homeopáticas en El Cairo, Alejandría, y otras áreas de Egipto (incluyendo la turkiyah Sudán). Allí murió seis años más tarde.

## Algunas publicaciones
- 1883. L'homoeopathie pure: exposé complet des connaissances nécessaires au traitement des malades... Ed. J.B. Bailliére et fils, 208 pp.
- 1854. Materia medica; or, Provings of the principal animal and vegetable poisons of the Brazilian Empire: and their application in the treatment of disease. Ed. Radde, 240 pp. en línea

- La abreviatura «Mure» se emplea para indicar a Benoît Jules Mure como autoridad en la descripción y clasificación científica de los vegetales.[1]